# Johan II van Anhalt
Johan II van Anhalt (overleden op 11 april 1382) was van 1362 tot 1382 vorst van Anhalt-Zerbst. Hij behoorde tot het huis Ascaniërs. 

## Levensloop
Hij was de jongste zoon van vorst Albrecht II van Anhalt-Zerbst en Beatrix van Saksen-Wittenberg, dochter van hertog Rudolf I van Saksen-Wittenberg. Na de dood van zijn oudste broer Albrecht III werd Johan de erfgenaam van zijn vader. Zijn oudere broer Rudolf had namelijk voor een kerkelijke loopbaan gekozen en was daardoor van erfopvolging uitgesloten. 
Na de dood van zijn vader in 1362 erfde hij het vorstendom Anhalt-Zerbst, maar hij moest aanvankelijk samen regeren met zijn oom Waldemar I. In 1368 stierf Waldemar I en nam diens zoon Waldemar II de positie van medevorst over. Waldemar II stierf in 1371 kinderloos, waarna Johan II als enige heerser van Anhalt-Zerbst overbleef.
Johan II stierf in 1382. 

## Huwelijk en nakomelingen
In 1366 huwde Johan met Elisabeth (overleden na 1420), dochter van graaf Johan I van Henneberg-Schleusingen. Ze kregen vier kinderen:
- Agnes (overleden voor 1392), huwde voor 1382 met graaf Burchard van Schraplau
- Sigismund I (overleden in 1405), vorst van Anhalt-Zerbst en Anhalt-Dessau
- Albrecht IV (overleden in 1423), vorst van Anhalt-Zerbst en Anhalt-Köthen
- Waldemar III (overleden in 1391), vorst van Anhalt-Zerbst